# Arcen a Velden

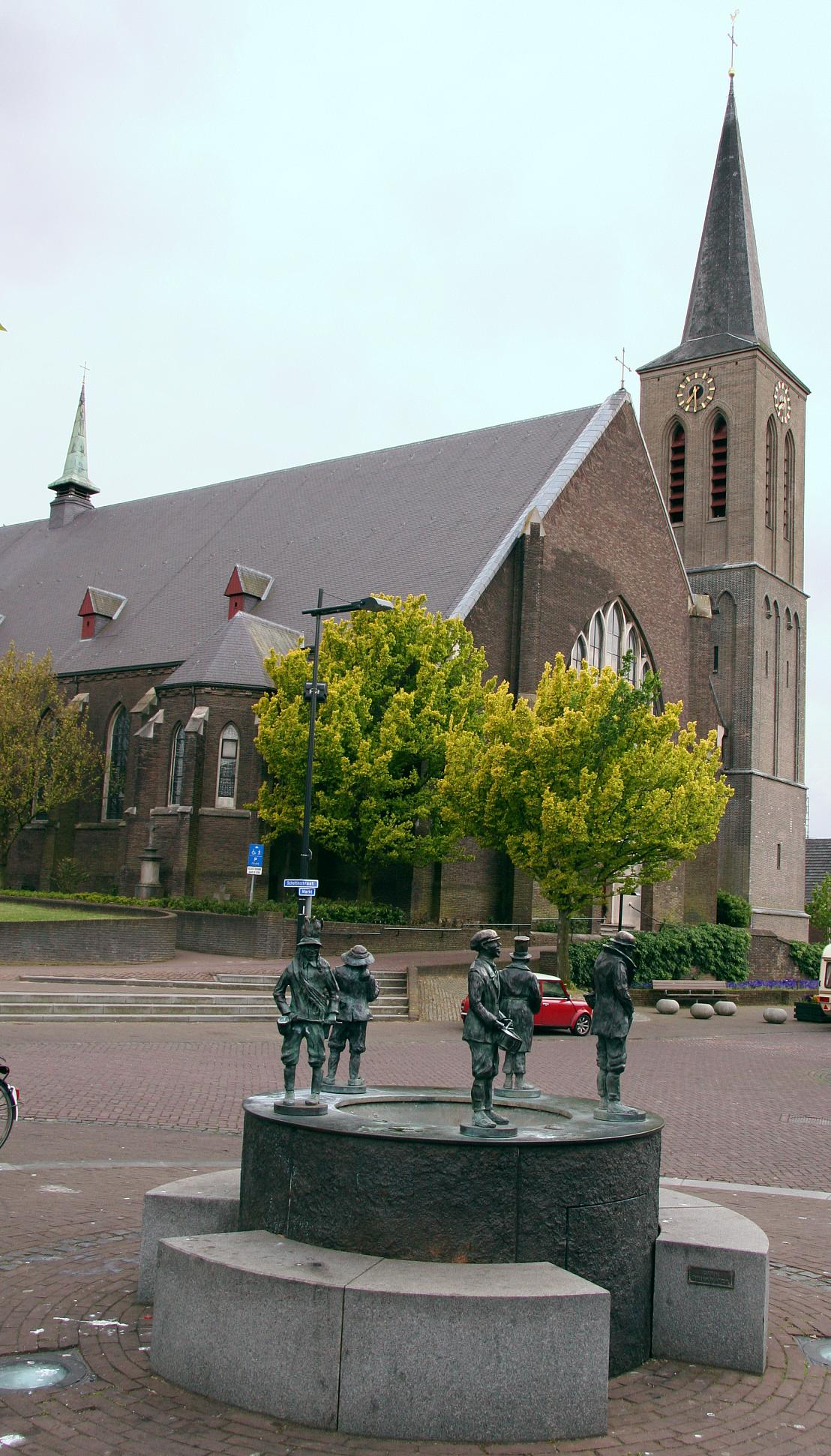
Kostel Andreas, vpopředí Pivní fontána, Velden náměstí

Arcen a Velden (lim. Árse en Velde) byl správní obvod v nizozemském Limburgu. Správní obvod má 8.681 obyvatel (listopad 2009, zdroj: CBS, nizozemský Centrální úřad pro statistiku) a má povrch 42,03 km² (z toho 1,07 km² vodní plochy). Od roku 2010 patří Arcen ke správnímu obvodu Venlo.

## Obce ve správním obvodu
- Arcen
  - Lingsfort
  - Brandemolen
  - Veld

- Lom
  - Hannik
  - De Voort

- Velden
  - Schandelo
  - Hasselt
  - De Krosselt
  - Vilgert
  - Hasselderheide
  - Bong
  - Vogelbuurt

## Historie
Správní obvod Arcen en Velden náležel k bývalému vévodství Gerle, které se nacházelo na hraničním území Nizozemska a Německa. Během války o španělské dědictví (1701-1714) byla oblast obsazena pruskými jednotkami a téměř celé století (do roku 1814) byla tato oblast německá.

## Turistika
- Pivní fontána Velden
- Šílené pondělí ve Veldenu
- Pivovar Hertog Jan
- Zámecké Zahrady Arcen
- Thermální bazén Arcen

## Sousedící správní obvody
Arcen a Velden sousedí se správními obvody Bergen na severo-západě, s
Horst aan de Maas na západě, s německým Straelen na východě, a na jihu s Venlo